# 7344 Саммерфілд
7344 Саммерфілд (7344 Summerfield) — астероїд головного поясу, відкритий 4 червня 1992 року.
Тіссеранів параметр щодо Юпітера — 3,369.